# Tilapia bemini
Tilapia bemini é uma espécie de peixe da família Cichlidae.
É endémica de Camarões.